# Ukrainischer Fußballpokal 1993/94
Der Ukrainische Fußballpokal 1993/94 war die dritte Austragung des ukrainischen Pokalwettbewerbs der Männer nach dem Ende der Sowjetunion. Pokalsieger wurde Tschornomorez Odessa. Das Team setzte sich im Finale am 29. Mai 1994 im Nationalstadion von Kiew gegen Tawrija Simferopol durch. Titelverteidiger Dynamo Kiew war im Achtelfinale gegen FK Weres Riwne ausgeschieden.

## Modus
Die Begegnungen der beiden Qualifikationsrunden und des Finales wurden in einem Spiel ausgetragen. Bei unentschiedenem Ausgang wurde zur Ermittlung des Siegers eine Verlängerung gespielt. Stand danach kein Sieger fest, folgte ein Elfmeterschießen. Bis auf FK Weres Riwne stiegen die Teams der Premjer-Liha erst in der 1. Hauptrunde ein. Von dieser Runde bis zum Halbfinale wurden die Sieger in Hin- und Rückspiel ermittelt. Bei Torgleichstand in beiden Spielen zählte zunächst die größere Zahl der auswärts erzielten Tore; gab es auch hierbei einen Gleichstand, wurde das Rückspiel verlängert und ggf. ein Elfmeterschießen zur Entscheidung ausgetragen. Der Pokalsieger qualifizierte sich für den Europapokal der Pokalsieger.

## Teilnehmende Teams
| Wyschtscha Liha (17) | Perscha Liha (20) | Druha Liha (20) | Tretja Liha (4)                                                           |
| --- | --- | --- | ------------------------------------------------------------------------- |
| - FSK Bukowina Czernowitz - Dnipro Dnipropetrowsk - Dynamo Kiew - Karpaty Lwiw - Kremin Krementschuk - Metalist Charkiw - Metalurh Saporischschja - Nywa Ternopil - Nywa Winnyzja - Schachtar Donezk - Sorja-MALS Luhansk - Tawrija Simferopol - Temp Schepetiwka - Torpedo Saporischschja - Tschornomorez Odessa - FK Weres Riwne - Wolyn Luzk | - Artanija Otschakiw - Chimik Schytomyr - Chimik Sjewjerodonezk - Desna Tschernihiw - Dnipro Tscherkassy - Dynamo-2 Kiew - Ewis Mykolajiw - Krystal Tschortkiw - Metalurh Nikopol - Naftowyk Ochtyrka - Nord-AM-Ltd. Podillja Chmelnyzkyj - SK Odessa - Polihraftechnika Oleksandrija - Prikarpattja Iwano-Frankiwsk - Karpaty Mukatschewo - Sakarpattja Uschhorod - Skala Stryj - Stal Altschewsk - SBTS Sumy - Worskla Poltawa | - Asowez Mariupol - FK Borysfen Boryspil - Baschanowez Makijiwka - Dnister Salischtschyky - Druschba Berdjansk - Dynamo Luhansk - Halytschyna Drohobytsch - Jawir Krasnopillja - Meliorator Kachowka - Metalurh Kostjantyniwka - Naftochimik Krementschuk - Sirka-NIBAS Kirowohrad - Ros Bila Zerkwa - Schachtar Pawlohrad - Tawrija Cherson - Tschajka Sewastopol - Tschornomorez-2 Odessa - Tytan Armjansk - Wahonobudiwnyk Stachonow - Wojkowez Kertsch | - Frunsenez Saky - FK Lwiw - Nywa Karapyschi - Torpedo Melitopol          |
| Amateure (19) | | |                                                                           |
| - Adwis Chmelnyzkyj - Awanhard Losowa - Awanhard Rowenky - FK Blaho Blahojewe - Chimik Sokal | - Chimik Welykyj Bytschkiw - Chimik Tscherkassy - Dynamo Wyssokopillja - Ewis-2 Mykolajiw - Hirnyk Charzysk | - Intehral Winnyzja - Karpaty Czernowitz - Krok Schytomyr - Metalurh Nowomoskowsk - Nywa Terebowlja | - Pidschypnyk Luzk - Pokuttja Kolomyja - Spartak Ochtyrka - FK Sula Lubny |

## 1. Qualifikationsrunde
Teilnehmer: 1 Erstligist (FK Weres Riwne), 20 Zweitligisten, 20 Drittligisten, 4 Viertligisten und 19 Amateurvereine, die sich über den regionalen Pokal qualifizierten.
| Datum      |                                    | Ergebnis              |                                        |
| ---------- | ---------------------------------- | --------------------- | -------------------------------------- |
| 01.08.1993 | Jawir Krasnopillja (III)           | 1:2                   | Naftowyk Ochtyrka (II)                 |
| 01.08.1993 | Tytan Armjansk (III)               | 1:3 n. V.             | Wojkowez Kertsch (III)                 |
| 01.08.1993 | Torpedo Melitopol (IV)             | 1:2 n. V.             | Metalurh Nikopol (II)                  |
| 01.08.1993 | FK Sula Lubny (Am)                 | 2:2 n. V. (5:4 i. E.) | Dynamo-2 Kiew (II)                     |
| 01.08.1993 | Spartak Ochtyrka (Am)              | 0:2                   | Desna Tschernihiw (II)                 |
| 01.08.1993 | Karpaty Mukatschewo (II)           | 2:0                   | Sakarpattja Uschhorod (II)             |
| 01.08.1993 | Pokuttja Kolomyja (Am)             | 4:1                   | Dnister Salischtschyky (III)           |
| 01.08.1993 | Pidschypnyk Luzk (Am)              | 1:3                   | FK Weres Riwne (I)                     |
| 01.08.1993 | Nywa Terebowlja (Am)               | 1:2                   | Nord-AM-Ltd. Podillja Chmelnyzkyj (II) |
| 01.08.1993 | Nywa Karapyschi (IV)               | 3:1                   | Dnipro Tscherkassy (II)                |
| 01.08.1993 | Metalurh Nowomoskowsk (Am)         | 1:2                   | Worskla Poltawa (II)                   |
| 01.08.1993 | Meliorator Kachowka (III)          | 1:0                   | Tawrija Cherson (III)                  |
| 01.08.1993 | Krok Schytomyr (Am)                | 0:0 n. V. (4:1 i. E.) | Ros Bila Zerkwa (III)                  |
| 01.08.1993 | Chimik Welykyj Bytschkiw (Am)      | 0:5                   | Prikarpattja Iwano-Frankiwsk (II)      |
| 01.08.1993 | Chimik Sokal (Am)                  | 1:3                   | Skala Stryj (II)                       |
| 01.08.1993 | Chimik Tscherkassy (Am)            | 1:4                   | Naftochimik Krementschuk (III)         |
| 01.08.1993 | Karpaty Czernowitz (Am)            | 4:1                   | Intehral Winnyzja (Am)                 |
| 01.08.1993 | Hirnyk Charzysk (Am)               | 1:4                   | Metalurh Kostjantyniwka (III)          |
| 01.08.1993 | Frunsenez Saky (IV)                | 1:1 n. V. (5:4 i. E.) | Tschajka Sewastopol (III)              |
| 01.08.1993 | FK Lwiw (IV)                       | 2:1 n. V.             | Halytschyna Drohobytsch (III)          |
| 01.08.1993 | Ewis-2 Mykolajiw (Am)              | 2:3                   | SK Odessa (II)                         |
| 01.08.1993 | Dynamo Wyssokopillja (Am)          | 0:3                   | Sirka-NIBAS Kirowohrad (III)           |
| 01.08.1993 | Dynamo Luhansk (III)               | 2:1                   | Wahonobudiwnyk Stachonow (III)         |
| 01.08.1993 | Druschba Berdjansk (III)           | 0-:- 1                | Asowez Mariupol (III)                  |
| 01.08.1993 | FK Borysfen Boryspil (III)         | 1:0                   | Chimik Schytomyr (II)                  |
| 01.08.1993 | FK Blaho Blahojewe (Am)            | 0:5                   | Ewis Mykolajiw (II)                    |
| 01.08.1993 | Baschanowez Makijiwka (III)        | 2:3                   | Stal Altschewsk (II)                   |
| 01.08.1993 | Awanhard Rowenky (Am)              | 2:0                   | Chimik Sjewjerodonezk (II)             |
| 01.08.1993 | Awanhard Losowa (Am)               | 0:2                   | SBTS Sumy (II)                         |
| 01.08.1993 | Adwis Chmelnyzkyj (Am)             | 3:1                   | Krystal Tschortkiw (II)                |
| 01.08.1993 | Artanija Otschakiw (II)            | 2:0                   | Tschornomorez-2 Odessa (III)           |
| 03.08.1993 | Polihraftechnika Oleksandrija (II) | 3:0                   | Schachtar Pawlohrad (III)              |

## 2. Qualifikationsrunde
| Datum      |                                        | Ergebnis              |                                    |
| ---------- | -------------------------------------- | --------------------- | ---------------------------------- |
| 07.08.1993 | Sirka-NIBAS Kirowohrad (III)           | 1:2                   | Polihraftechnika Oleksandrija (II) |
| 07.08.1993 | Wojkowez Kertsch (III)                 | 1:0                   | Frunsenez Saky (IV)                |
| 07.08.1993 | Worskla Poltawa (II)                   | 2:0                   | SBTS Sumy (II)                     |
| 07.08.1993 | Stal Altschewsk (II)                   | 6:3                   | Dynamo Luhansk (III)               |
| 07.08.1993 | Skala Stryj (II)                       | 2:0                   | Karpaty Mukatschewo (II)           |
| 07.08.1993 | Pokuttja Kolomyja (Am)                 | 2:1                   | Adwis Chmelnyzkyj (Am)             |
| 07.08.1993 | Nord-AM-Ltd. Podillja Chmelnyzkyj (II) | 1:2                   | Prikarpattja Iwano-Frankiwsk (II)  |
| 07.08.1993 | Naftochimik Krementschuk (III)         | 0:0 n. V. (5:3 i. E.) | Naftowyk Ochtyrka (II)             |
| 07.08.1993 | Metalurh Nikopol (II)                  | 2:1 n. V.             | Druschba Berdjansk (III)           |
| 07.08.1993 | Metalurh Kostjantyniwka (III)          | 5:3                   | Awanhard Rowenky (Am)              |
| 07.08.1993 | Meliorator Kachowka (III)              | 0-:- 1                | Artanija Otschakiw (II)            |
| 07.08.1993 | FK Lwiw (IV)                           | 0-:- 2                | Karpaty Czernowitz (Am)            |
| 07.08.1993 | Ewis Mykolajiw (II)                    | 3:1                   | SK Odessa (II)                     |
| 07.08.1993 | Desna Tschernihiw (II)                 | 5:1                   | FK Sula Lubny (Am)                 |
| 07.08.1993 | FK Borysfen Boryspil (III)             | 3:0                   | Nywa Karapyschi (IV)               |
| 11.08.1993 | FK Weres Riwne (I)                     | 4:1                   | Krok Schytomyr (Am)                |

## 1. Runde
Den Siegern der letzten Runde wurde jeweils ein Klub aus der Wyschtscha Liha zugelost. Diese spielten zuerst auswärts.
| Datum             |                                    | Gesamt          |                             | Hinspiel | Rückspiel |
| ----------------- | ---------------------------------- | --------------- | --------------------------- | -------- | --------- |
| 15.10./03.11.1993 | Pokuttja Kolomyja (Am)             | 1:8             | Schachtar Donezk (I)        | 0:1      | 1:7       |
| 20.10./03.11.1993 | Worskla Poltawa (II)               | 0:3             | Karpaty Lwiw (I)            | 0:0      | 0:3       |
| 20.10./03.11.1993 | Desna Tschernihiw (II)             | 3:4             | Torpedo Saporischschja (I)  | 1:0      | 2:4       |
| 20.10./03.11.1993 | Naftochimik Krementschuk (III)     | 1:3             | Temp Schepetiwka (I)        | 1:0      | 0:3       |
| 20.10./03.11.1993 | Metalurh Kostjantyniwka (III)      | (a)3:3(a)       | FSK Bukowina Czernowitz (I) | 3:1      | 0:2       |
| 20.10./03.11.1993 | Stal Altschewsk (II)               | (a)2:2(a)       | Wolyn Luzk (I)              | 2:1      | 0:1       |
| 20.10./03.11.1993 | Skala Stryj (II)                   | 3:5             | Tawrija Simferopol (I)      | 2:0      | 1:5 n. V. |
| 20.10./03.11.1993 | Prikarpattja Iwano-Frankiwsk (II)  | 2:5             | Nywa Ternopil (I)           | 1:1      | 1:4       |
| 20.10./03.11.1993 | FK Lwiw (IV)                       | 3:6             | Kremin Krementschuk (I)     | 2:0      | 1:6       |
| 20.10./03.11.1993 | Artanija Otschakiw (II)            | 0:7             | Metalurh Saporischschja (I) | 0:4      | 0:3       |
| 20.10./03.11.1993 | FK Weres Riwne (I)                 | 3:1             | Metalist Charkiw (I)        | 3:0      | 0:1       |
| 20.10./03.11.1993 | Polihraftechnika Oleksandrija (II) | 2:2 (1:4 i. E.) | Sorja-MALS Luhansk (I)      | 2:0      | 0:2 n. V. |
| 20.10./03.11.1993 | Wojkowez Kertsch (III)             | 0:4             | Tschornomorez Odessa (I)    | 0:2      | 0:2       |
| 20.10./03.11.1993 | Ewis Mykolajiw (II)                | 1:2             | Nywa Winnyzja (I)           | 1:2      | 0:0       |
| 03.11./24.11.1993 | FK Borysfen Boryspil (III)         | 1:7             | Dynamo Kiew (I)             | 1:3      | 0:4       |
| 10.11./17.11.1993 | Metalurh Nikopol (II)              | 1:7             | Dnipro Dnipropetrowsk (I)   | 1:3      | 0:4       |

## Achtelfinale
| Datum             |                             | Gesamt    |                             | Hinspiel | Rückspiel |
| ----------------- | --------------------------- | --------- | --------------------------- | -------- | --------- |
| 24.11./05.12.1993 | Temp Schepetiwka (I)        | 2:3       | Torpedo Saporischschja (I)  | 2:1      | 0:2       |
| 24.11./05.12.1993 | Kremin Krementschuk (I)     | 3:2       | Schachtar Donezk (I)        | 2:1      | 1:1       |
| 24.11./05.12.1993 | Sorja-MALS Luhansk (I)      | 3:8       | Karpaty Lwiw (I)            | 2:2      | 1:6       |
| 24.11./05.12.1993 | Wolyn Luzk (I)              | 3:2       | FSK Bukowina Czernowitz (I) | 2:0      | 1:2       |
| 24.11./05.12.1993 | Metalurh Saporischschja (I) | 0:4       | Tschornomorez Odessa (I)    | 0:1      | 0:3       |
| 24.11./05.12.1993 | Nywa Ternopil (I)           | 0:3       | Tawrija Simferopol (I)      | 0:0      | 0:3       |
| 24.11./05.12.1993 | Nywa Winnyzja (I)           | 3:4       | Dnipro Dnipropetrowsk (I)   | 2:0      | 1:4       |
| 02.12./05.12.1993 | FK Weres Riwne (I)          | (a)1:1(a) | Dynamo Kiew (I)             | 0:0      | 1:1       |

## Viertelfinale
| Datum             |                            | Gesamt    |                          | Hinspiel | Rückspiel |
| ----------------- | -------------------------- | --------- | ------------------------ | -------- | --------- |
| 29.03./12.04.1994 | Wolyn Luzk (I)             | 2:3       | Karpaty Lwiw (I)         | 2:1      | 0:2       |
| 29.03./12.04.1994 | Torpedo Saporischschja (I) | (a)2:2(a) | FK Weres Riwne (I)       | 2:1      | 0:1       |
| 29.03./12.04.1994 | Dnipro Dnipropetrowsk (I)  | 0:4       | Tschornomorez Odessa (I) | 0:3      | 0:1       |
| 29.03./12.04.1994 | Tawrija Simferopol (I)     | 5:1       | Kremin Krementschuk (I)  | 3:0      | 2:1       |

## Halbfinale
| Datum             |                        | Gesamt |                          | Hinspiel | Rückspiel |
| ----------------- | ---------------------- | ------ | ------------------------ | -------- | --------- |
| 26.04./11.05.1994 | Tawrija Simferopol (I) | 2:0    | FK Weres Riwne (I)       | 2:0      | 0:0       |
| 27.04./11.05.1994 | Karpaty Lwiw (I)       | 1:2    | Tschornomorez Odessa (I) | 0:0      | 1:2       |

## Finale
| Paarung              | Tschornomorez Odessa – Tawrija Simferopol |
| Ergebnis             | 0:0 n. V., 5:3 i. E. |
| Datum                | 29. Mai 1994 |
| Stadion              | Nationalstadion, Kiew |
| Zuschauer            | 5.000 |
| Schiedsrichter       | Serhij Tatuljan |
| Tore                 | Elfmeterschießen: 1:0 Dmytro Parfonow 1:1 Oleksij Antjuchin 2:1 Kostjantyn Kulyk Wolodomyr Fursow (gehalten) 3:1 Ihor Kornijez 3:2 Ihor Wolkow 4:2 Andrij Telesnenko 4:3 Andrij Oparin 5:3 Oleh Suslow                                                                                             |
| Tschornomorez Odessa | Oleh Suslow – Serhij Bulyhin-Schramko, Kostjantyn Kulyk, Jurij Smotrytsch, Ihor Schabtschenko (73. Wiktor Jablonskyj) – Dmytro Parfonow, Ihor Kornijez, Tymerlan Husejnow, Wjatscheslaw Jeremejew – Wiktor Bohatyr (34. Witali Parachnewitsch), Andrij Telesnenko . Cheftrainer: Wiktor Prokopenko |
| Tawrija Simferopol   | Maksym Lewizkyj – Dmitro Demjanenko, Serhij Jesin, Oleksandr Holowko, Ihor Wolkow – Oleksandr Kundjenok, Andrij Oparin, Wolodomyr Fursow, Toljat Schejchametow (63. Hennadij Dschiubenko, 115. Oleksandr Schemetijew) – Oleksij Antjuchin, Sefer Alibajew. Cheftrainer: Anatolij Sajajew           |